# Lotec Sirius
De Lotec Sirius is een auto die ontwikkeld werd door de Duitser Kurt Lotterschmid. De zesliter-motor komt oorspronkelijk van de Mercedes-Benz S-Klasse en levert origineel 408 pk. Door het toevoegen van twee KKK-turbo's levert de motor - afhankelijk van de turbodruk - 1.000 pk bij 0,85 bar en bij de maximale laaddruk van 1,2 bar 1.200 pk. Er is slechts één exemplaar van gemaakt.
Bugatti Veyron EB16.4 · Chrysler ME Four-Twelve · Koenigsegg Agera · Koenigsegg CCXR · Lotec Sirius · Melling Hellcat · SSC Ultimate Aero TT · SSC Tuatara · Weber Faster One